# Liste der Schwimmweltrekorde und -bestzeiten über 4 × 50 Meter Freistil
Die Schwimmweltrekorde und -bestzeiten über 4 × 50 Meter Freistil sind die besten in der Schwimmdisziplin 4 × 50 m Freistil geschwommenen Zeiten. Die Liste der Weltbestzeiten ist eine inoffizielle Liste, da der internationale Schwimmverband FINA über diese Distanz erst seit dem 25. September 2013 geschwommene Zeiten offiziell als Weltrekorde anerkennt.
Diese Weltbestzeiten und Weltrekorde werden nur für Kurzbahnen (25 m) und getrennt für Männer und Frauen geführt. Im Folgenden wird die Weltbestzeiten- und Weltrekordentwicklung seit der jeweils ersten anerkannten Weltbestzeit aufgelistet.

## Kurzbahnweltrekorde und -bestzeiten Männer
| Nr. | Sportler                                                                   | Nation      | Zeit     | Datum             | Ort       |
| --- | -------------------------------------------------------------------------- | ----------- | -------- | ----------------- | --------- |
| 1   | Pär Lindström, Göran Titus, Joakim Holmquist, Peter Parklo                 | Schweden    | 01:27,94 | 21. November 1992 | Espoo     |
| 2   | Zsolt Hegmegi, Lars-Ove Jansson, Joakim Holmquist, Pär Lindström           | Schweden    | 01:27,62 | 3. Dezember 1994  | Stavanger |
| 3   | Mark Veens, Johan Kenkhuis, Stefan Aartsen, Pieter van den Hoogenband      | Niederlande | 01:26,99 | 12. Dezember 1998 | Sheffield |
| 4   | Denys Sylantjew, Oleksandr Wolynez, Oleh Lissohor, Wjatscheslaw Schyrschow | Ukraine     | 01:26,09 | 16. Dezember 2001 | Antwerpen |
| 5   | Mark Veens, Johan Kenkhuis, Gys Damen, Pieter van den Hoogenband           | Niederlande | 01:25,55 | 14. Dezember 2003 | Dublin    |
| 6   | Mark Veens, Mitja Zastrow, Gijs Damen, Johan Kenkhuis                      | Niederlande | 01:25,03 | 11. Dezember 2005 | Triest    |
| 7   | Stefan Nystrand, Petter Stymne, Marcus Piehl, Jonas Tilly                  | Schweden    | 01:24,89 | 10. Dezember 2006 | Helsinki  |
| 8   | Petter Stymne, Marcus Piehl, Per Nylin, Stefan Nystrand                    | Schweden    | 01:24,19 | 16. Dezember 2007 | Debrecen  |
| 9   | Alain Bernard, Fabien Gilot, Antoine Galavtine, Frédérick Bousquet         | Frankreich  | 01:22,38 | 14. Dezember 2008 | Rijeka    |
| 10  | Alain Bernard, Fabien Gilot, Amaury Leveaux, Frédérick Bousquet            | Frankreich  | 01:20,77 | 14. Dezember 2008 | Rijeka    |

(Diese Liste ist noch unvollständig)
| Nr. | Sportler                                                             | Nation   | Zeit     | Datum             | Ort      |
| --- | -------------------------------------------------------------------- | -------- | -------- | ----------------- | -------- |
| 1   | Wladimir Morosow, Sergei Fessikow, Jewgeni Lagunow, Nikita Konowalow | Russland | 01:23,36 | 15. Dezember 2013 | Herning  |
| 2   | Wladimir Morosow, Jewgeni Sedow, Oleg Tichobajew, Sergei Fessikow    | Russland | 01:22,60 | 6. Dezember 2014  | Doha     |
| 3   | Caeleb Dressel, Ryan Held, Jack Conger, Michael Chadwick             | USA      | 01:21,80 | 14. Dezember 2018 | Hangzhou |

## Kurzbahnweltrekorde und -bestzeiten Frauen
| Nr. | Sportler                                                                    | Nation      | Zeit     | Datum             | Ort             |
| --- | --------------------------------------------------------------------------- | ----------- | -------- | ----------------- | --------------- |
| 1   | Simone Osygus, Simone Hollemann, Regina Dittmann, Daniela Hunger            | Deutschland | 01:41,30 | 8. Dezember 1991  | Gelsenkirchen   |
| 2   | Simone Osygus, Anette Hadding, Daniela Hunger, Franziska van Almsick        | Deutschland | 01:40,63 | 22. November 1992 | Espoo           |
| 3   | Simone Osygus, Katrin Meißner, Marianne Hinners, Sandra Völker              | Deutschland | 01:39,56 | 11. Dezember 1998 | Sheffield       |
| 4   | Johanna Sjöberg, Therese Alshammar, Anna-Karin Kammerling, Malin Svahnström | Schweden    | 01:38,45 | 10. Dezember 1999 | Lissabon        |
| 5   | Annica Löfstedt, Therese Alshammar, Johanna Sjöberg, Anna-Karin Kammerling  | Schweden    | 01:38,21 | 15. Dezember 2000 | Valencia        |
| 6   | Hinkelien Schreuder, Annabel Kosten, Chantal Groot, Marleen Veldhuis        | Niederlande | 01:37,52 | 12. Dezember 2003 | Dublin          |
| 7   | Kara Joyce, Neka Mabry, Paige Kearns, Andrea Georoff                        | USA         | 01:37,27 | 18. März 2004     | College Station |
| 8   | Hinkelien Schreuder, Inge Dekker, Chantal Groot, Marleen Veldhuis           | Niederlande | 01:36,27 | 9. Dezember 2005  | Triest          |
| 9   | Inge Dekker, Hinkelien Schreuder, Ranomi Kromowidjojo, Marleen Veldhuis     | Niederlande | 01:34,82 | 14. Dezember 2007 | Debrecen        |
| 10  | Hinkelien Schreuder, Inge Dekker, Ranomi Kromowidjojo, Marleen Veldhuis     | Niederlande | 01:33,80 | 12. Dezember 2008 | Rijeka          |
| 11  | Inge Dekker, Hinkelien Schreuder, Saskia de Jonge, Ranomi Kromowidjojo      | Niederlande | 01:33,25 | 11. Dezember 2009 | Istanbul        |

(Diese Liste ist noch unvollständig)
| Nr. | Sportler                                                                  | Nation      | Zeit     | Datum             | Ort        |
| --- | ------------------------------------------------------------------------- | ----------- | -------- | ----------------- | ---------- |
| 1   | Pernille Blume, Jeanette Ottesen, Kelly Rasmussen, Mie Østergaard Nielsen | Dänemark    | 01:37,04 | 12. Dezember 2013 | Herning    |
| 2   | Esmee Vermeulen, Ranomi Kromowidjojo, Maud van der Meer, Inge Dekker      | Niederlande | 01:35,74 | 7. Dezember 2014  | Doha       |
| 3   | Inge Dekker, Femke Heemskerk, Maud van der Meer, Ranomi Kromowidjojo      | Niederlande | 01:34,24 | 7. Dezember 2014  | Doha       |
| 4   | Ranomi Kromowidjojo, Femke Heemskerk, Tamara van Vliet, Valerie van Roon  | Niederlande | 01:33,91 | 15. Dezember 2017 | Kopenhagen |
| 5   | Ranomi Kromowidjojo, Maaike de Waard, Kim Busch, Femke Heemskerk          | Niederlande | 01:32,50 | 12. Dezember 2020 | Eindhoven  |

## Kurzbahnweltrekorde Mixed
| Nr. | Sportler                                                                  | Nation             | Zeit     | Datum             | Ort        |
| --- | ------------------------------------------------------------------------- | ------------------ | -------- | ----------------- | ---------- |
| 1   |                                                                           | Russland           | 01:33,01 | 13. Oktober 2013  |            |
| 2   |                                                                           | Japan              | 01:32,52 | 18. Oktober 2013  |            |
| 3   |                                                                           | Frankreich         | 01:31,14 | 21. Oktober 2013  |            |
| 4   |                                                                           | Australien         | 01:31,13 | 6. November 2013  |            |
| 5   |                                                                           | Australien         | 01:29,61 | 10. November 2013 |            |
| 6   | Sergei Fessikow, Wladimir Morosow, Rosalija Nasretdinowa, Weronika Popowa | Russland           | 01:29,53 | 14. Dezember 2013 | Herning    |
| 7   | Josh Schneider, Matt Grevers, Madison Kennedy, Abbey Weitzeil             | Vereinigte Staaten | 01:28,57 | 6. Dezember 2014  | Doha       |
| 8   | Nyls Korstanje, Kyle Stolk, Ranomi Kromowidjojo, Femke Heemskerk          | Niederlande        | 01:28,39 | 16. Dezember 2017 | Kopenhagen |
| 9   | Caeleb Dressel, Ryan Held, Mallory Comerford, Kelsi Dahlia                | USA                | 01:27,89 | 12. Dezember 2018 | Hangzhou   |
| 10  | Maxime Grousset, Florent Manaudou, Beryl Gastadello, Melanie Henique      | Frankreich         | 01:27,33 | 16. Dezember 2022 | Melbourne  |